# Ada (Odžak)
Ada es un pueblo de la municipalidad de Odžak, en el cantón de Posavina, Bosnia y Herzegovina.

## Superficie
Posee una superficie de 0,86 kilómetros cuadrados.

## Demografía
Hasta 2013 la población era de 186 habitantes, con una densidad de población de 217,2 habitantes por kilómetro cuadrado.